# هانس شبيمان
هانس شبيمان (بالألمانية: Hans Spemann) ـ (27 يونيو 1869 ـ 9 سبتمبر 1941) طبيب ألماني، حصل على جائزة نوبل في الطب لسنة 1935.

## روابط خارجية
- هانس شبيمان على موقع الموسوعة البريطانية (الإنجليزية)
- هانس شبيمان على موقع إن إن دي بي (الإنجليزية)